# Іржавець (притока Супою)
Іржавець — річка в Україні, у Бориспільський районі Київської області. Ліва притока Супою (басейн Дніпра).

## Опис
Довжина річки 13 км, похил річки — 0,39 м/км. Площа басейну 155 км².

## Розташування
Бере початок у селі Рокитне. Тече переважно на південний захід через Райківщину, Яготин і впадає у річку Супій, ліву притоку Дніпра.
Річку перетинає автомобільний шлях Т 1018